# 7e étape du Tour de France 2025
Pour un article plus général, voir Tour de France 2025.
La 7e étape du Tour de France 2025 se déroule le vendredi 11 juillet 2025 entre Saint-Malo et Mûr-de-Bretagne (Guerlédan), sur une distance de 197 kilomètres.

## Parcours de l'étape
La 7e étape relie Saint-Malo à Mûr-de-Bretagne sur une distance de 187 kilomètres. Traversant les départements de l'Ille-et-Vilaine et des Côtes-d'Armor, le parcours rend hommage à Bernard Hinault, avec un passage à Calorguen, son lieu de résidence, puis à Yffiniac, son village natal. L’étape s’annonce favorable aux puncheurs, avec un final nerveux et accidenté. Dans les derniers kilomètres, les coureurs graviront d’abord la côte du village de Mûr-de-Bretagne (1,6 km à 4,1 %, 4e catégorie), avant un premier passage sur la ligne d’arrivée située au sommet d’une côte plus difficile (2 km à 6,9 %, 3e catégorie). Après un tour de circuit, une ultime ascension de cette même rampe mènera à l’arrivée, jugée au sommet après une ligne droite finale de 300 mètres. Ce profil évoque la victoire de Mathieu van der Poel en 2021 sur la 2e étape sur ces mêmes pentes, et laisse présager une explication entre puncheurs ou une arrivée d’échappée, si le peloton laisse filer.

## Déroulement de la course
Dès le début de l'étape, Wout van Aert (Visma-Lease a Bike) et Mauro Schmid (Jayco AlUla) partent à l'attaque mais ce duo ne réussit à creuser qu'un écart d'une quinzaine de secondes et est repris une vingtaine de kilomètres plus loin. À 142 kilomètres de l'arrivée, après une heure de course, cinq hommes constituent l'échappée du jour. Ces cinq coureurs sont les Français Alex Baudin (EF Education-EasyPost) et Ewen Costiou (Arkéa-B&B Hotels), le Britannique Geraint Thomas (Ineos Grenadiers), l'Espagnol Iván García Cortina (Movistar) et l'Autrichien Marco Haller (Tudor). Toutefois, le peloton contrôle et ne laisse pas trop d'avance aux fuyards. Lors de la première ascension de Mûr-de-Bretagne, le groupe d'échappés implose et, au premier passage sur la ligne d'arrivée à 15 kilomètres du terme, seul Ewen Costiou réussit à conserver un avantage d'une vingtaine de secondes sur un peloton maillot jaune encore composé d'une quarantaine d'unités et emmené par l'équipe Visma-Lease a Bike. Costiou est repris trois kilomètres plus loin. À 6 kilomètres de l'arrivée, une chute survient dans le peloton, mettant à terre une dizaine de coureurs dont João Almeida (UAE Emirates XRG), Jack Haig et Santiago Buitrago (Bahrain Victorious), et Eddie Dunbar (Jayco AlUla). Lors de la montée finale, le peloton se scinde en plusieurs groupes. Le maillot jaune Mathieu van der Poel (Alpecin-Deceuninck) ne peut suivre. Alors que le groupe de tête ne compte plus que huit hommes, Tadej Pogačar (UAE Emirates XRG) place une attaque aux deux cents mètres et s'impose devant Jonas Vingegaard (Visma-Lease a Bike). Le champion du monde signe une deuxième victoire sur ce Tour et reprend le maillot jaune.

À 13h47 dans le bourg de Corseul, le peloton est lancé à la poursuite du groupe de cinq échappés passés là à 13h45.
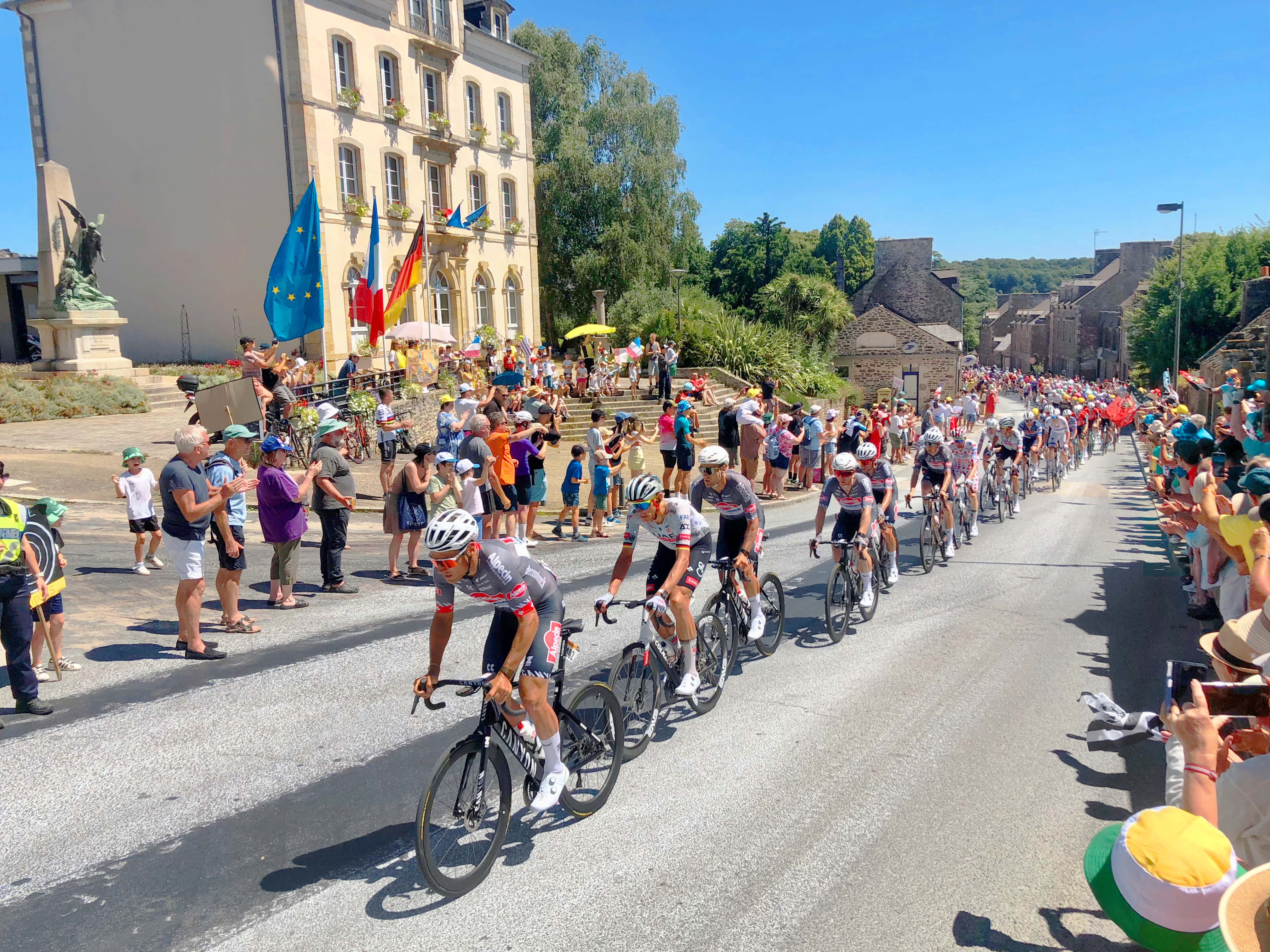
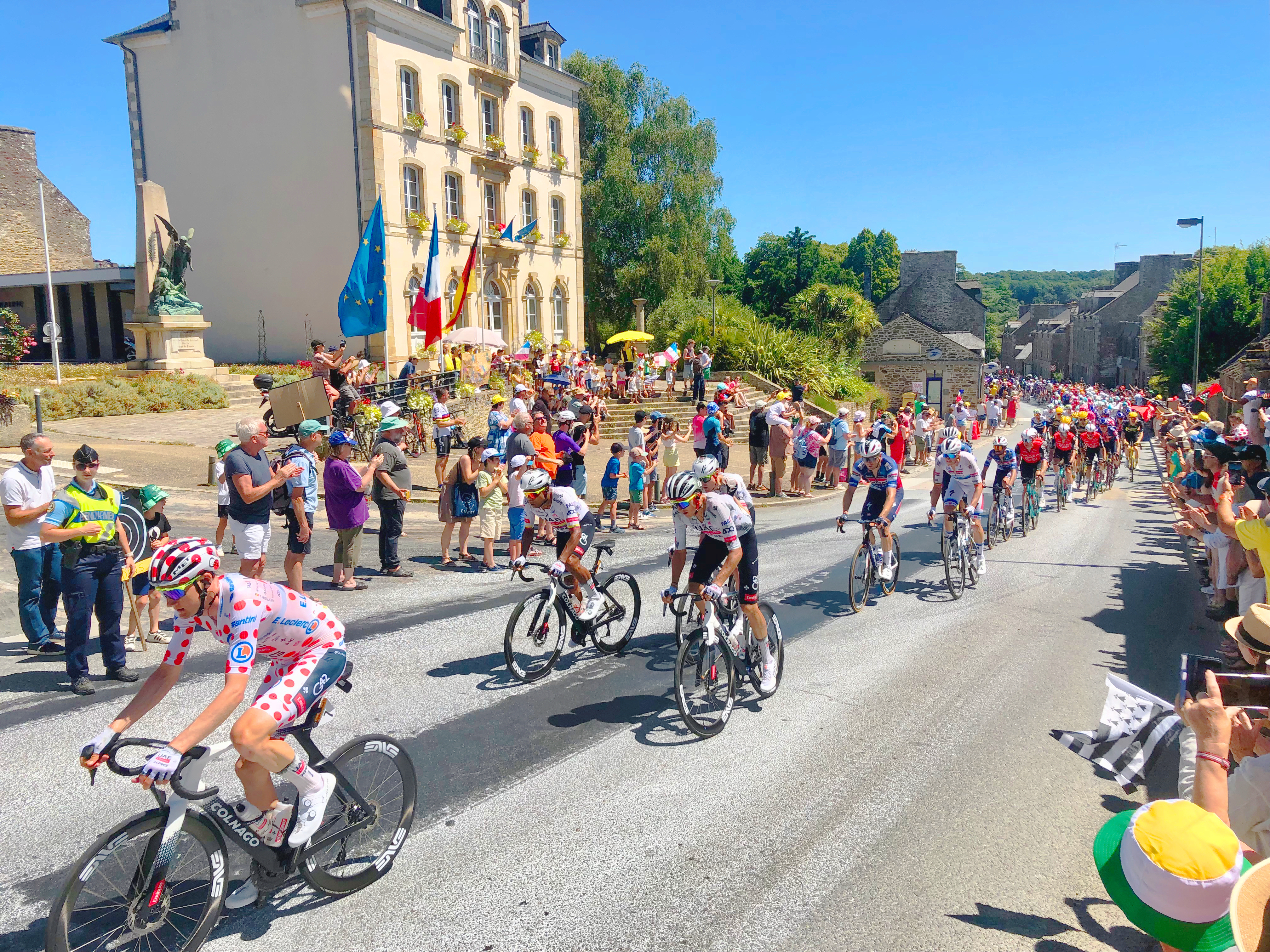
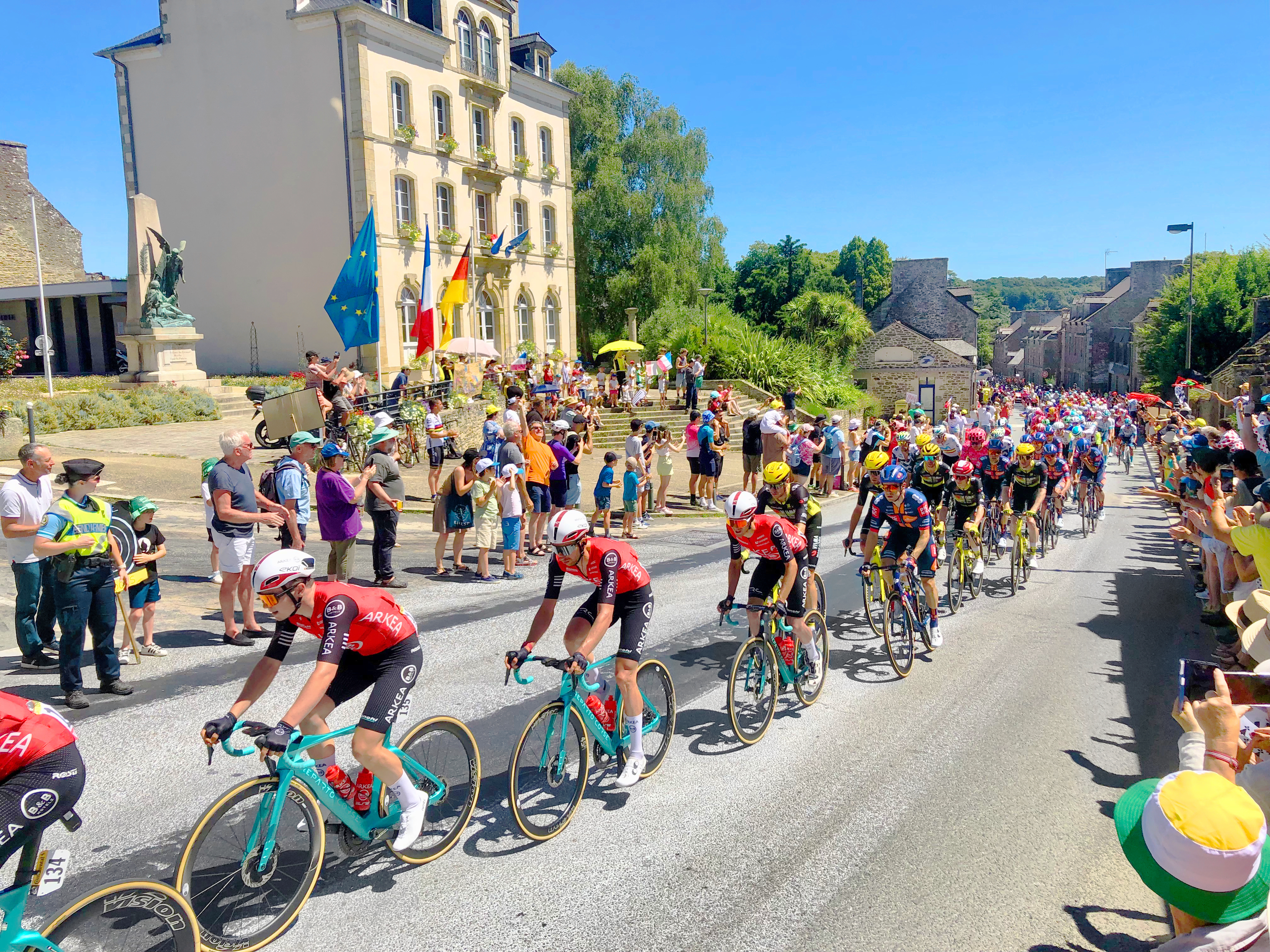

## Résultats
Cette section présente les résultats et prix obtenus au cours de l'étape.

### Classement de l'étape
| Classement de la 7e étape | Classement de la 7e étape | Classement de la 7e étape | Classement de la 7e étape  | Classement de la 7e étape |
|                           | Coureur                   | Pays                      | Équipe                     | Temps                     |
| ------------------------- | ------------------------- | ------------------------- | -------------------------- | ------------------------- |
| 1er                       | Tadej Pogačar             | Slovénie                  | UAE Emirates XRG           | en 4 h 5 min 39 s         |
| 2e                        | Jonas Vingegaard          | Danemark                  | Visma-Lease a Bike         | + 0 s                     |
| 3e                        | Oscar Onley               | Royaume-Uni               | Picnic-PostNL              | + 2 s                     |
| 4e                        | Felix Gall                | Autriche                  | Decathlon-AG2R La Mondiale | + 2 s                     |
| 5e                        | Matteo Jorgenson          | États-Unis                | Visma-Lease a Bike         | + 2 s                     |
| 6e                        | Remco Evenepoel           | Belgique                  | Soudal Quick-Step          | + 2 s                     |
| 7e                        | Kévin Vauquelin           | France                    | Arkéa-B&B Hotels           | + 2 s                     |
| 8e                        | Jhonatan Narváez          | Équateur                  | UAE Emirates XRG           | + 7 s                     |
| 9e                        | Axel Laurance             | France                    | Ineos Grenadiers           | + 15 s                    |
| 10e                       | Tobias Johannessen        | Norvège                   | Uno-X Mobility             | + 21 s                    |
| modifier                  |                           |                           |                            |                           |

### Bonifications en temps
|   | Coureur          | Pays        | Équipe             | Bonifications |
| - | ---------------- | ----------- | ------------------ | ------------- |
| 1 | Tadej Pogačar    | Slovénie    | UAE Emirates XRG   | 10 s          |
| 2 | Jonas Vingegaard | Danemark    | Visma-Lease a Bike | 6 s           |
| 3 | Oscar Onley      | Royaume-Uni | Picnic-PostNL      | 4 s           |

### Points attribués
| Sprint intermédiaire Plédran (km 139,2) | Sprint intermédiaire Plédran (km 139,2) | Sprint intermédiaire Plédran (km 139,2) | Sprint intermédiaire Plédran (km 139,2) | Sprint intermédiaire Plédran (km 139,2) |
| --------------------------------------- | --------------------------------------- | --------------------------------------- | --------------------------------------- | --------------------------------------- |
|                                         | Coureur                                 | Pays                                    | Équipe                                  | Point(s)                                |
| 1er                                     | Iván García Cortina                     | Espagne                                 | Movistar                                | 20                                      |
| 2e                                      | Marco Haller                            | Autriche                                | Tudor                                   | 17                                      |
| 3e                                      | Alex Baudin                             | France                                  | EF Education-EasyPost                   | 15                                      |
| 4e                                      | Geraint Thomas                          | Royaume-Uni                             | Ineos Grenadiers                        | 13                                      |
| 5e                                      | Ewen Costiou                            | France                                  | Arkéa-B&B Hotels                        | 11                                      |
| 6e                                      | Jonathan Milan                          | Italie                                  | Lidl-Trek                               | 10                                      |
| 7e                                      | Biniam Girmay                           | Érythrée                                | Intermarché-Wanty                       | 9                                       |
| 8e                                      | Anthony Turgis                          | France                                  | TotalEnergies                           | 8                                       |
| 9e                                      | Quinn Simmons                           | États-Unis                              | Lidl-Trek                               | 7                                       |
| 10e                                     | Laurenz Rex                             | Belgique                                | Intermarché-Wanty                       | 6                                       |
| 11e                                     | Pavel Sivakov                           | France                                  | UAE Emirates XRG                        | 5                                       |
| 12e                                     | Kaden Groves                            | Australie                               | Alpecin-Deceuninck                      | 4                                       |
| 13e                                     | Marc Soler                              | Espagne                                 | UAE Emirates XRG                        | 3                                       |
| 14e                                     | Louis Barré                             | France                                  | Intermarché-Wanty                       | 2                                       |
| 15e                                     | Mattias Skjelmose                       | Danemark                                | Lidl-Trek                               | 1                                       |
| modifier                                |                                         |                                         |                                         |                                         |

| Arrivée d'étape Mûr-de-Bretagne - Guerlédan (2e passage sur la ligne d'arrivée) (km 197,0) | Arrivée d'étape Mûr-de-Bretagne - Guerlédan (2e passage sur la ligne d'arrivée) (km 197,0) | Arrivée d'étape Mûr-de-Bretagne - Guerlédan (2e passage sur la ligne d'arrivée) (km 197,0) | Arrivée d'étape Mûr-de-Bretagne - Guerlédan (2e passage sur la ligne d'arrivée) (km 197,0) | Arrivée d'étape Mûr-de-Bretagne - Guerlédan (2e passage sur la ligne d'arrivée) (km 197,0) |
| ------------------------------------------------------------------------------------------ | ------------------------------------------------------------------------------------------ | ------------------------------------------------------------------------------------------ | ------------------------------------------------------------------------------------------ | ------------------------------------------------------------------------------------------ |
|                                                                                            | Coureur                                                                                    | Pays                                                                                       | Équipe                                                                                     | Point(s)                                                                                   |
| 1er                                                                                        | Tadej Pogačar                                                                              | Slovénie                                                                                   | UAE Emirates XRG                                                                           | 50                                                                                         |
| 2e                                                                                         | Jonas Vingegaard                                                                           | Danemark                                                                                   | Visma-Lease a Bike                                                                         | 30                                                                                         |
| 3e                                                                                         | Oscar Onley                                                                                | Royaume-Uni                                                                                | Picnic-PostNL                                                                              | 20                                                                                         |
| 4e                                                                                         | Felix Gall                                                                                 | Autriche                                                                                   | Decathlon-AG2R La Mondiale                                                                 | 18                                                                                         |
| 5e                                                                                         | Matteo Jorgenson                                                                           | États-Unis                                                                                 | Visma-Lease a Bike                                                                         | 16                                                                                         |
| 6e                                                                                         | Remco Evenepoel                                                                            | Belgique                                                                                   | Soudal Quick-Step                                                                          | 14                                                                                         |
| 7e                                                                                         | Kévin Vauquelin                                                                            | France                                                                                     | Arkéa-B&B Hotels                                                                           | 12                                                                                         |
| 8e                                                                                         | Jhonatan Narváez                                                                           | Équateur                                                                                   | UAE Emirates XRG                                                                           | 10                                                                                         |
| 9e                                                                                         | Axel Laurance                                                                              | France                                                                                     | Ineos Grenadiers                                                                           | 8                                                                                          |
| 10e                                                                                        | Tobias Johannessen                                                                         | Norvège                                                                                    | Uno-X Mobility                                                                             | 7                                                                                          |
| 11e                                                                                        | Jordan Jegat                                                                               | France                                                                                     | TotalEnergies                                                                              | 6                                                                                          |
| 12e                                                                                        | Mattias Skjelmose                                                                          | Danemark                                                                                   | Lidl-Trek                                                                                  | 5                                                                                          |
| 13e                                                                                        | Romain Grégoire                                                                            | France                                                                                     | Groupama-FDJ                                                                               | 4                                                                                          |
| 14e                                                                                        | Florian Lipowitz                                                                           | Allemagne                                                                                  | Red Bull-Bora-Hansgrohe                                                                    | 3                                                                                          |
| 15e                                                                                        | Carlos Rodríguez                                                                           | Espagne                                                                                    | Ineos Grenadiers                                                                           | 2                                                                                          |
| modifier                                                                                   |                                                                                            |                                                                                            |                                                                                            |                                                                                            |

### Cols et côtes
| Côte du village de Mûr-de-Bretagne (km 178,8) 4e catégorie (1,6 km à 4,1 %) | Côte du village de Mûr-de-Bretagne (km 178,8) 4e catégorie (1,6 km à 4,1 %) | Côte du village de Mûr-de-Bretagne (km 178,8) 4e catégorie (1,6 km à 4,1 %) | Côte du village de Mûr-de-Bretagne (km 178,8) 4e catégorie (1,6 km à 4,1 %) | Côte du village de Mûr-de-Bretagne (km 178,8) 4e catégorie (1,6 km à 4,1 %) |
| --------------------------------------------------------------------------- | --------------------------------------------------------------------------- | --------------------------------------------------------------------------- | --------------------------------------------------------------------------- | --------------------------------------------------------------------------- |
|                                                                             | Coureur                                                                     | Pays                                                                        | Équipe                                                                      | Point(s)                                                                    |
| 1er                                                                         | Ewen Costiou                                                                | France                                                                      | Arkéa-B&B Hotels                                                            | 1                                                                           |
| modifier                                                                    |                                                                             |                                                                             |                                                                             |                                                                             |

| Mûr-de-Bretagne - Guerlédan (1er passage sur la ligne d'arrivée) (km 181,7) 3e catégorie (2,0 km à 6,9 %) | Mûr-de-Bretagne - Guerlédan (1er passage sur la ligne d'arrivée) (km 181,7) 3e catégorie (2,0 km à 6,9 %) | Mûr-de-Bretagne - Guerlédan (1er passage sur la ligne d'arrivée) (km 181,7) 3e catégorie (2,0 km à 6,9 %) | Mûr-de-Bretagne - Guerlédan (1er passage sur la ligne d'arrivée) (km 181,7) 3e catégorie (2,0 km à 6,9 %) | Mûr-de-Bretagne - Guerlédan (1er passage sur la ligne d'arrivée) (km 181,7) 3e catégorie (2,0 km à 6,9 %) |
| --- | --- | --- | --- | --- |
| | Coureur                                                                                                   | Pays | Équipe | Point(s)                                                                                                  |
| 1er | Ewen Costiou                                                                                              | France | Arkéa-B&B Hotels                                                                                          | 2 |
| 2e | Tim Wellens                                                                                               | Belgique                                                                                                  | UAE Emirates XRG                                                                                          | 1 |
| modifier                                                                                                  | | | | |

| \| Mûr-de-Bretagne - Guerlédan (2e passage sur la ligne d'arrivée) (km 197,0) 3e catégorie (2,0 km à 6,9 %) \| Mûr-de-Bretagne - Guerlédan (2e passage sur la ligne d'arrivée) (km 197,0) 3e catégorie (2,0 km à 6,9 %) \| Mûr-de-Bretagne - Guerlédan (2e passage sur la ligne d'arrivée) (km 197,0) 3e catégorie (2,0 km à 6,9 %) \| Mûr-de-Bretagne - Guerlédan (2e passage sur la ligne d'arrivée) (km 197,0) 3e catégorie (2,0 km à 6,9 %) \| Mûr-de-Bretagne - Guerlédan (2e passage sur la ligne d'arrivée) (km 197,0) 3e catégorie (2,0 km à 6,9 %) \| \| -------------------------------------------------------------------------------------------------------- \| -------------------------------------------------------------------------------------------------------- \| -------------------------------------------------------------------------------------------------------- \| -------------------------------------------------------------------------------------------------------- \| -------------------------------------------------------------------------------------------------------- \| \| \| Coureur \| Pays \| Équipe \| Point(s) \| \| 1er \| Tadej Pogačar \| Slovénie \| UAE Emirates XRG \| 2 \| \| 2e \| Jonas Vingegaard \| Danemark \| Visma-Lease a Bike \| 1 \| \| modifier \| \| \| \| \| |                  |          |                    |          |
| Mûr-de-Bretagne - Guerlédan (2e passage sur la ligne d'arrivée) (km 197,0) 3e catégorie (2,0 km à 6,9 %) |                  |          |                    |          |
| | Coureur          | Pays     | Équipe             | Point(s) |
| 1er | Tadej Pogačar    | Slovénie | UAE Emirates XRG   | 2        |
| 2e | Jonas Vingegaard | Danemark | Visma-Lease a Bike | 1        |
| modifier |                  |          |                    |          |

### Prix de la combativité
- Ewen Costiou (Arkéa-B&B Hotels)

## Classements à l'issue de l'étape
Cette section présente le classement général et les différents classements annexes à l'issue de l'étape.

### Classement général
| Classement général | Classement général   | Classement général | Classement général      | Classement général |
|                    | Coureur              | Pays               | Équipe                  | Temps              |
| ------------------ | -------------------- | ------------------ | ----------------------- | ------------------ |
| 1er                | Tadej Pogačar        | Slovénie           | UAE Emirates XRG        | en 25 h 58 min 4 s |
| 2e                 | Remco Evenepoel      | Belgique           | Soudal Quick-Step       | + 54 s             |
| 3e                 | Kévin Vauquelin      | France             | Arkéa-B&B Hotels        | + 1 min 11 s       |
| 4e                 | Jonas Vingegaard     | Danemark           | Visma-Lease a Bike      | + 1 min 17 s       |
| 5e                 | Mathieu van der Poel | Pays-Bas           | Alpecin-Deceuninck      | + 1 min 29 s       |
| 6e                 | Matteo Jorgenson     | États-Unis         | Visma-Lease a Bike      | + 1 min 34 s       |
| 7e                 | Oscar Onley          | Royaume-Uni        | Picnic-PostNL           | + 2 min 49 s       |
| 8e                 | Florian Lipowitz     | Allemagne          | Red Bull-Bora-Hansgrohe | + 3 min 2 s        |
| 9e                 | Primož Roglič        | Slovénie           | Red Bull-Bora-Hansgrohe | + 3 min 6 s        |
| 10e                | Mattias Skjelmose    | Danemark           | Lidl-Trek               | + 3 min 43 s       |
| modifier           |                      |                    |                         |                    |

| Classement par points | Classement par points | Classement par points | Classement par points | Classement par points |
| --------------------- | --------------------- | --------------------- | --------------------- | --------------------- |
|                       | Coureur               | Pays                  | Équipe                | Point(s)              |
| 1er                   | Tadej Pogačar         | Slovénie              | UAE Emirates XRG      | 156 points            |
| 2e                    | Jonathan Milan        | Italie                | Lidl-Trek             | 122 pts               |
| 3e                    | Biniam Girmay         | Érythrée              | Intermarché-Wanty     | 111 pts               |
| 4e                    | Mathieu van der Poel  | Pays-Bas              | Alpecin-Deceuninck    | 108 pts               |
| 5e                    | Jonas Vingegaard      | Danemark              | Visma-Lease a Bike    | 80 pts                |
| 6e                    | Anthony Turgis        | France                | TotalEnergies         | 78 pts                |
| 7e                    | Tim Merlier           | Belgique              | Soudal Quick-Step     | 72 pts                |
| 8e                    | Remco Evenepoel       | Belgique              | Soudal Quick-Step     | 56 pts                |
| 9e                    | Oscar Onley           | Royaume-Uni           | Picnic-PostNL         | 56 pts                |
| 10e                   | Kévin Vauquelin       | France                | Arkéa-B&B Hotels      | 48 pts                |
| modifier              |                       |                       |                       |                       |

| Classement du meilleur grimpeur | Classement du meilleur grimpeur | Classement du meilleur grimpeur | Classement du meilleur grimpeur | Classement du meilleur grimpeur |
| ------------------------------- | ------------------------------- | ------------------------------- | ------------------------------- | ------------------------------- |
|                                 | Coureur                         | Pays                            | Équipe                          | Point(s)                        |
| 1er                             | Tim Wellens                     | Belgique                        | UAE Emirates XRG                | 8 points                        |
| 2e                              | Tadej Pogačar                   | Slovénie                        | UAE Emirates XRG                | 7 pts                           |
| 3e                              | Ben Healy                       | Irlande                         | EF Education-EasyPost           | 4 pts                           |
| 4e                              | Jonas Vingegaard                | Danemark                        | Visma-Lease a Bike              | 4 pts                           |
| 5e                              | Ewen Costiou                    | France                          | Arkéa-B&B Hotels                | 3 pts                           |
| 6e                              | Eddie Dunbar                    | Irlande                         | Jayco AlUla                     | 3 pts                           |
| 7e                              | Michael Storer                  | Australie                       | Tudor                           | 3 pts                           |
| 8e                              | Quinn Simmons                   | États-Unis                      | Lidl-Trek                       | 2 pts                           |
| 9e                              | Lenny Martinez                  | France                          | Bahrain Victorious              | 2 pts                           |
| 10e                             | Benjamin Thomas                 | France                          | Cofidis                         | 2 pts                           |
| modifier                        |                                 |                                 |                                 |                                 |

| Classement général du meilleur jeune | Classement général du meilleur jeune | Classement général du meilleur jeune | Classement général du meilleur jeune | Classement général du meilleur jeune |
|                                      | Coureur                              | Pays                                 | Équipe                               | Temps                                |
| ------------------------------------ | ------------------------------------ | ------------------------------------ | ------------------------------------ | ------------------------------------ |
| 1er                                  | Remco Evenepoel                      | Belgique                             | Soudal Quick-Step                    | en 25 h 58 min 58 s                  |
| 2e                                   | Kévin Vauquelin                      | France                               | Arkéa-B&B Hotels                     | + 17 s                               |
| 3e                                   | Oscar Onley                          | Royaume-Uni                          | Picnic-PostNL                        | + 1 min 55 s                         |
| 4e                                   | Florian Lipowitz                     | Allemagne                            | Red Bull-Bora-Hansgrohe              | + 2 min 8 s                          |
| 5e                                   | Mattias Skjelmose                    | Danemark                             | Lidl-Trek                            | + 2 min 49 s                         |
| 6e                                   | Ben Healy                            | Irlande                              | EF Education-EasyPost                | + 3 min 1 s                          |
| 7e                                   | Carlos Rodríguez                     | Espagne                              | Ineos Grenadiers                     | + 3 min 57 s                         |
| 8e                                   | Romain Grégoire                      | France                               | Groupama-FDJ                         | + 9 min 5 s                          |
| 9e                                   | Jenno Berckmoes                      | Belgique                             | Lotto                                | + 10 min 6 s                         |
| 10e                                  | Axel Laurance                        | France                               | Ineos Grenadiers                     | + 18 min 3 s                         |
| modifier                             |                                      |                                      |                                      |                                      |

| Classement par équipes | Classement par équipes     | Classement par équipes | Classement par équipes |
|                        | Équipe                     | Pays                   | Temps                  |
| ---------------------- | -------------------------- | ---------------------- | ---------------------- |
| 1re                    | Visma-Lease a Bike         | Pays-Bas               | en 77 h 58 min 21 s    |
| 2e                     | UAE Emirates XRG           | Émirats arabes unis    | + 5 min 33 s           |
| 3e                     | Groupama-FDJ               | France                 | + 13 min 24 s          |
| 4e                     | Arkéa-B&B Hotels           | France                 | + 14 min 34 s          |
| 5e                     | Decathlon-AG2R La Mondiale | France                 | + 16 min 54 s          |
| 6e                     | Red Bull-Bora-Hansgrohe    | Allemagne              | + 20 min 53 s          |
| 7e                     | Ineos Grenadiers           | Royaume-Uni            | + 23 min 18 s          |
| 8e                     | EF Education-EasyPost      | États-Unis             | + 25 min 53 s          |
| 9e                     | Alpecin-Deceuninck         | Belgique               | + 27 min 57 s          |
| 10e                    | Picnic-PostNL              | Pays-Bas               | + 28 min 4 s           |
| modifier               |                            |                        |                        |

## Abandon(s)
Deux coureurs ont abandonné au cours de l'étape :
- Mattia Cattaneo (Soudal Quick-Step) : abandon
- Jack Haig (Bahrain Victorious) : abandon